# Skadanščina
Skadanščina este o localitate din comuna Hrpelje - Kozina, Slovenia, cu o populație de 45 de locuitori.